# Franse verovering van Marokko
De Franse verovering van Marokko vond plaats in 1911 in de nasleep van de Agadir-crisis, toen de Marokkaanse strijdkrachten de door de Fransen bezette stad Fez belegerden.

## Geschiedenis
Op 30 maart 1912 ondertekende sultan Abdelhafid het Verdrag van Fez, waarbij formeel de Marokkaanse soevereiniteit werd overgedragen aan Frankrijk, waardoor Marokko werd omgezet in een protectoraat van Frankrijk. Veel regio's bleven echter tot 1934 in opstand, toen Marokko als gepacificeerd werd verklaard. In verschillende regio's werd de Franse autoriteit echter gehandhaafd door samenwerking met lokale leiders en niet door militaire kracht.
Op 17 april 1912 muitten Marokkaanse infanteristen in het Franse garnizoen in Fez. De Marokkanen waren echter niet in staat om de stad te veroveren en werden verslagen door een Frans ontzettingsleger. Eind mei 1912 vielen Marokkaanse troepen zonder succes het versterkte Franse garnizoen in Fez aan. De laatste nasleep van de verovering van Marokko vond plaats in 1933-34, de pacificatie van Marokko duurde meer dan 22 jaar.